# 卡拉袋鼬
卡拉袋鼬（學名Cladosictis）是南美洲一屬已滅絕的有袋類。
卡拉袋鼬是一類像水獺的生物，長約80厘米。牠們的身體及尾巴都很長，四肢很短。卡拉袋鼬可能是在底層獵食細小的生物，也有可能會偷系鳥類及爬行類的蛋吃。牠們有鋒利的犬齒及可以撕開食物的裂齒，故與現今的食肉目相似，但卻並非有關係的。